# Silent Lake Provincial Park
Silent Lake Provincial Park är en park i Kanada.   Den ligger i provinsen Ontario, i den sydöstra delen av landet, 190 km väster om huvudstaden Ottawa. Silent Lake Provincial Park ligger 360 meter över havet.
Terrängen runt Silent Lake Provincial Park är platt. Runt Silent Lake Provincial Park är det mycket glesbefolkat, med 2 invånare per kvadratkilometer.. Närmaste större samhälle är Coe Hill, 18,4 km öster om Silent Lake Provincial Park. 
I omgivningarna runt Silent Lake Provincial Park växer i huvudsak blandskog.